# Pericallimyia similis
Pericallimyia similis är en tvåvingeart som beskrevs av Zumpt 1956. Pericallimyia similis ingår i släktet Pericallimyia och familjen spyflugor. Inga underarter finns listade i Catalogue of Life.